# Campionato italiano di baskin
Il campionato italiano di baskin si svolge annualmente organizzato dall'EISI, Ente Italiano Sport Inclusivi.
In tutte le regioni italiane si tiene annualmente un campionato a gironi; mentre, ogni 2 anni, si disputano le Finali Nazionali per il titolo di Campione d'Italia (le prossime nel 2026) e Coppa Italia (prossima edizione nel 2025).

## Fasi del Campionato
Il territorio italiano è suddiviso in 19 gironi nei quali ogni squadra si scontra con i propri avversari della sezione territoriale secondo la classica formula A/R da novembre ad aprile circa, per poi procedere a Play-off e Play-out (per quest'ultimi non è prevista alcuna retrocessione ma, eventualmente, la possibilità di accedere a Coppa Italia). Successivamente la prima squadra di ogni girone si scontra con le migliori altre società facenti parte delle altre divisioni territoriali di quella regione (se presenti) al fine di assegnare il titolo regionale. Se per quella stagione sportiva sono previste le Finali Nazionali, si applicano le regole EISI secondo cui il numero di squadre di ogni regione che hanno accesso alle finali è proporzionale al numero di club presenti in essa. Ne consegue che alcune regioni inviano in finale una o due squadre mentre altre, con un numero inferiore di team si devono scontrare con regioni limitrofe. Siccome il numero di società è molto variabile per zone di Italia, questo metodo permette un accesso più equo alle fasi finali sia ai territori con numerosi atleti, sia a quelli con un numero inferiore.

### 2013
La Monte Emilius Aosta ha vinto il primo titolo nazionale nella storia del baskin nella finale del 9 giugno 2013 a Cremona, battendo il San Michele Cremona per 78-55. 500 spettatori hanno assistito alla finale. Nella finale 3º/4º posto, l'Urbania Pesaro ha superato per 72-60 il Sant’Ilario Cremona.

### 2015
Il campionato si è disputato a Rho ed è vinto dal Sanga Milano in finale su Urbania. Al terzo posto chiude la SuperAbili Onlus di Avola che vince su Sansebasket Cremona. L'edizione precedente è stata vinta da Aosta.

### 2017
Le finali nazionali sono vinte dal Sanga Milano; terzo posto per Avola.

### 2019
Nel 2019, la finale nazionale si tiene a Cremona, dove vince la squadra locale in finale contro Bologna. Terzo posto per la SuperAbili Onlus di Avola, che vince per 84-50 contro Pesaro.

### 2022
Durante i giorni 24-25-26 giugno 2022 a Isola Vicentina le 8 migliori formazioni si sono scontrate per lo scudetto. Di seguito la classifica fino al 4º posto:
| POS |                                                     | CLUB                         |
| --- | --------------------------------------------------- | ---------------------------- |
| 1   | Rosso e Bianco colori sociali Sant'Ilario e Michele | SS. Ilario e Michele Cremona |
| 2   | Bianco e Rosso colori sociali Lupo Pesaro           | Lupo Baskin Pesaro           |
| 3   | Giallo e blu colori sociali Baskin Bergamo          | Excelsior Baskin Bergamo     |
| 4   | Arancione e Nero colori sociali MBA Bassano         | MBA Bassano                  |

Nel dettaglio, Cremona vince su Pesaro 88-82, mentre Bergamo si impone su MBA Bassano 85-52.
Club presenti: Girone A: Lupo Baskin Pesaro, China e Pino Maffeo ASD, MBA Bassano, Baskin Pistoia; Girone B: SS. Ilario e Michele Cremona, Baskin Messina, PGS Concordia Schio, Excelsior Baskin Bergamo.

### 2024
Nel 2024 il quinto campionato nazionale di baskin si è giocato a Lucca e Capannori dal 31 maggio al 2 giugno. Il titolo è vinto dallo Zio Pino Udine. La formazione friulana ha vinto per 97-93 sulla Teambaskin Cremona.

## Albo d'oro
- 2013: Monte Emilius Aosta
- 2015: Sanga Milano
- 2017: Sanga Milano
- 2019: Cremona
- 2022: SS. Ilario e Michele Cremona
- 2024: Zio Pino Udine

## Coppa Italia
Al fine di permettere l'acquisizione di un titolo anche ai club nati da poco e con meno esperienza, EISI organizza, a cadenza biennale, Coppa Italia: un torneo a cui partecipano solamente le squadre che rispettano determinate caratteristiche quali, per esempio, essere nate da meno di due stagioni sportive e non aver mai superato le fasi di accesso alle Finali Nazionali.
L'edizione 2023 della Coppa Italia di Baskin ha avuto luogo nei giorni 20-21 Maggio 2023 a Monte di Procida e ha visto vittoriosi i Vichinghi Baskin Fermignano.
L'ultima edizione (2025) della Coppa Italia di Baskin si è svolta sabato 21 e domenica 22 giugno 2025 a Ferrara, ospitata dal palasport cittadino "Giuseppe Bondi Arena" grazie al patrocinio del Comune di Ferrara. Le squadre qualificate per la fase finale sono: ASD Il Faro di San Benedetto del Tronto (AP), ASD Cestistica Manigunda "MaiSmais" di Fagnano Olona (VA), Onions Baskin ASD di Santarcangelo di Romagna (RN) e Zio Pino Udine ASD "Magic" di Udine. A portare a casa il trofeo è stata proprio la squadra Zio Pino Udine ASD "Magic" di Udine, vittoriosa in finale su ASD Il Faro di San Benedetto del Tronto (AP) per 97-85. Gli Onions Baskin ASD di Santarcangelo di Romagna (RN) si sono aggiudicato il terzo posto superando nella finalina ASD Cestistica Manigunda "MaiSmais" di Fagnano Olona (VA) per 88-38.